# Habrocestoides nitidus
Habrocestoides nitidus är en spindelart som beskrevs av Dmitri Viktorovich Logunov 1999. Habrocestoides nitidus ingår i släktet Habrocestoides och familjen hoppspindlar. Inga underarter finns listade i Catalogue of Life.